# Мандалорац
Мандалорац (енгл. The Mandalorian) је америчка свемирска-вестерн стриминг телевизијска серија чији је творац Џон Фавро за стриминг услугу . Представља прву играну серију у франшизи Ратови звезда, која почиње пет година након догађаја из филма Повратак џедаја. Главну улогу тумачи Педро Паскал као насловни лик, усамљеног ловца на главе који је унајмљен да врати „дете”.
Творац франшизе Ратови звезда, Џорџ Лукас, почео је 2009. развој игране серије франшизе Ратови звезда, али је пројекат сматран прескупим за производњу. Након што је у октобру 2012. продао Lucasfilm предузећу Disney, рад на новој серији франшизе Ратови звезда почео је за стриминг услугу Disney+. Фавро је потписан у марту 2018, као писац и шоуранер. Он је извршни продуцент заједно са Дејвом Филонијем, Кетлин Кенеди и Колином Вилсоном. Наслов серије је најављен у октобру 2018. када је почело снимање у студију Manhattan Beach Studios у Калифорнији. Предузеће визуелних ефеката Industrial Light & Magic развило је технологију StageCraft за серију, користећи виртуелне сетове и видео зид од 260 степени како би створили окружења за серију. То су у међувремену прихватиле друге филмске и телевизијске продукције.
Премијера серије Мандалорац је била 12. новембра 2019. на стриминг услузи Disney+ када је услуга покренута. Прва сезона од осам епизода је добила позитиван пријем. Номинована је за најбољу драмску серију на 72. додели награда Еми за ударне термине и освојила је седам креативних награда Еми за ударне термине. Премијера друге сезоне је била 30. октобра 2020. и такође је добила позитивне критике. Трећа сезона је емитована од 1. марта до 19. априла 2023. године. Тренутно је у развоју филм The Mandalorian & Grogu. Три спин-оф серије развијају временску линију Мандалорца: Књига Бобе Фета, Асока и Скелетна посада.

## Радња
Мандалорац се одвија пет година након пада Империје и пре појаве Првог реда. Следи усамљеног пуцача у спољним досезима галаксије далеко од власти Нове Републике.

## Улоге
| Глумац              | Улога                  |
| ------------------- | ---------------------- |
| Педро Паскал        | Дин Џарин / Мандалорац |
| Карл Ведерс         | Гриф Карга             |
| Вернер Херцог       | Клијент                |
| Омид Абтахи         | доктор Першинг         |
| Ник Нолти           | Квил                   |
| Таика Ваитити       | ИГ-11                  |
| Џина Карано         | Кара Дјун              |
| Ејми Седарис        | Пели Мото              |
| Џејк Канавал        | Торо Каликан           |
| Минг-На Вен         | Фенек Шанд             |
| Марк Бун Јуниор     | Рензар „Рен” Малк      |
| Бил Бар             | Мејфелд                |
| Наталија Тена       | Кси'ана                |
| Кленси Браун        | Берг                   |
| Ричард Ајоади       | Зеро                   |
| Исмаел Круз Кордова | Кин                    |
| Ђанкарло Еспозито   | Моф Гидеон             |
| Џулија Џоунс        | Омера                  |
| Тимоти Олифант      | Коб Вант               |
| Росарио Досон       | Асока Тано             |
| Темуера Морисон     | Боба Фет               |
| Кејти Сакоф         | Бо-Катан Криз          |
| Мајкл Бин           | Ланг                   |
| Дајана Ли Иносанто  | Морган Елсбет          |
| Џек Блек            | капетан Бомбардијер    |
| Лизо                | војвоткиња Плазира-15  |
| Кристофер Лојд      | комесар Хелгејт        |

## Епизоде
| Сезона | Сезона | Епизоде | Епизоде | Оригинално емитовање | Оригинално емитовање |
| Сезона | Сезона | Епизоде | Епизоде | Премијера            | Финале               |
| ------ | ------ | ------- | ------- | -------------------- | -------------------- |
|        | 1.     | 8       | 8       | 12. новембар 2019.   | 27. децембар 2019.   |
|        | 2.     | 8       | 8       | 30. октобар 2020.    | 18. децембар 2020.   |
|        | 3.     | 8       | 8       | 1. март 2023.        | 19. април 2023.      |

### 1. сезона (2019)
| Бр. (укупно) | Бр. (у сезони) | Назив                  | Редитељ            | Сценариста                    | Премијерно емитовање |
| ------------ | -------------- | ---------------------- | ------------------ | ----------------------------- | -------------------- |
| 1            | 1              | Поглавље 1: Мандалорац | Дејв Филони        | Џон Фавро                     | 12. новембар 2019.   |
| 2            | 2              | Поглавље 2: Дете       | Рик Фамујива       | Џон Фавро                     | 15. новембар 2019.   |
| 3            | 3              | Поглавље 3: Грех       | Дебора Чоу         | Џон Фавро                     | 22. новембар 2019.   |
| 4            | 4              | Поглавље 4: Уточиште   | Брајс Далас Хауард | Џон Фавро                     | 29. новембар 2019.   |
| 5            | 5              | Поглавље 5: Револвераш | Дејв Филони        | Дејв Филони                   | 6. децембар 2019.    |
| 6            | 6              | Поглавље 6: Затвореник | Рик Фамујива       | Кристофер Јост и Рик Фамујива | 13. децембар 2019.   |
| 7            | 7              | Поглавље 7: Обрачун    | Дебора Чоу         | Џон Фавро                     | 18. децембар 2019.   |
| 8            | 8              | Поглавље 8: Искупљење  | Таика Ваитити      | Џон Фавро                     | 27. децемабр 2019.   |

### 2. сезона (2020)
| Бр. (укупно) | Бр. (у сезони) | Назив                   | Редитељ            | Сценариста   | Премијерно емитовање |
| ------------ | -------------- | ----------------------- | ------------------ | ------------ | -------------------- |
| 9            | 1              | Поглавље 9: Маршал      | Џон Фавро          | Џон Фавро    | 30. октобар 2020.    |
| 10           | 2              | Поглавље 10: Путник     | Пејтон Рид         | Џон Фавро    | 6. новембар 2020.    |
| 11           | 3              | Поглавље 11: Наследница | Брајс Далас Хауард | Џон Фавро    | 13. новембар 2020.   |
| 12           | 4              | Поглавље 12: Опсада     | Карл Ведерс        | Џон Фавро    | 20. новембар 2020.   |
| 13           | 5              | Поглавље 13: Џедај      | Дејв Филони        | Дејв Филони  | 27. новембар 2020.   |
| 14           | 6              | Поглавље 14: Трагедија  | Роберт Родригез    | Џон Фавро    | 4. децембар 2020.    |
| 15           | 7              | Поглавље 15: Верник     | Рик Фамујива       | Рик Фамујива | 11. децембар 2020.   |
| 16           | 8              | Поглавље 16: Спашавање  | Пејтон Рид         | Џон Фавро    | 18. децембар 2020.   |

### 3. сезона (2023)
| Бр. (укупно) | Бр. (у сезони) | Назив                          | Редитељ            | Сценариста              | Премијерно емитовање |
| ------------ | -------------- | ------------------------------ | ------------------ | ----------------------- | -------------------- |
| 17           | 1              | Поглавље 17: Отпадник          | Рик Фамујива       | Џон Фавро               | 1. март 2023.        |
| 18           | 2              | Поглавље 18: Рудници Мандалора | Рејчел Морисон     | Џон Фавро               | 8. март 2023.        |
| 19           | 3              | Поглавље 19: Преобраћеник      | Ли Ајзак Чунг      | Џон Фавро и Ноа Клур    | 15. март 2023.       |
| 20           | 4              | Поглавље 20: Нахоче            | Карл Ведерс        | Џон Фавро и Дејв Филони | 22. март 2023.       |
| 21           | 5              | Поглавље 21: Пират             | Питер Ремзи        | Џон Фавро               | 29. март 2023.       |
| 22           | 6              | Поглавље 22: Плаћеници         | Брајс Далас Хауард | Џон Фавро               | 5. април 2023.       |
| 23           | 7              | Поглавље 23: Шпијуни           | Рик Фамујива       | Џон Фавро и Дејв Филони | 12. април 2023.      |
| 24           | 8              | Поглавље 24: Повратак          | Рик Фамујива       | Џон Фавро               | 19. април 2023.      |